# كفر راكب (إربد)
قرية كفر راكب إحدى قرى إربد تقع بالقرب من غابات برقش. وتعد مركز بلدية برقش التي تضم قرى بيت إيدس، كفرعوان، كفر راكب وكفر أبيل بالإضافة لبلدة جديتا، يبلغ عدد سكانها 11000 نسمة.